# 20534 Bozeman
20534 Bozeman este un asteroid din centura principală de asteroizi.

## Descriere
20534 Bozeman este un asteroid din centura principală de asteroizi. A fost descoperit pe 7 septembrie 1999 la Socorro, New Mexico, în cadrul proiectului LINEAR. Asteroidul prezintă o orbită caracterizată de o semiaxă mare de 2,54 ua, o excentricitate de 0,04 și o înclinație de 4,3° în raport cu ecliptica.